# Карстен Борхгревинк
Карстен Егеберг Борхгревинк (на норвежки: Carsten Egeberg Bfrchgrevink) (1 декември 1864 - 21 април 1934) норвежки антарктически изследовател.

## Биография

### Произход и образование
Роден в Осло от баща адвокат и майка англичанка още в детските си години Борхгревинк се запознава с бъдещия покорител на Южния полюс Руал Амундсен и дружбата им остава за цял живот. Завършва колеж в Осло, а по късно (1885-1888) Кралското лесничейско висше училище в Саксония, Германия.
След завършванене на висшето си образование заминава за Австралия. Работи като преподавател по чужди езици и природни науки в Куинсланд и Нов Южен Уелс и по това време започва да чете и да се интересува от Антарктида.

### Първо стъпване на Антарктида (1895)
През 1894 вече 30-годишен, Борхгревинк запленен от прочетеното в книгите се записва като обикновен моряк на един норвежки китоловен кораб ловуващ около бреговете на Антарктида. На 24 януари 1895 корабът се намира близо до крайбрежието на Земя Виктория и Борхгревинк става първият човек стъпил на Антарктида в района на нос Адер (71°30′ ю. ш. 170°30′ и. д. / 71.5° ю. ш. 170.5° и. д.), където открива добре развиващи се лишеи и мъхове в суровия климат. Дотогава се е смятало, че на ледения континент няма никаква растителност. След приключване на ловния сезон през май 1895 Борхгревинк се завръща в Австралия и се опитва да набере средства за организиране на антарктическа експедиция, но усилията му са напразни. Провалът го принуждава да се върне в Норвегия и да търси нови спонсори. Опитите му отново са обречени на провал и той повторно се записва като матрос на друг норвежки китоловен кораб.

### Експедиция (1898-1900)
След завръщането си от Антарктида Борхгревинк развива активна дейност по организиране на нова експедиция към ледения континент, като предвижда да се проведе първото зимуване на нос Адер. След продължителни неудачи и разправии с разрични правителствени учреждения и спонсориран от частни лица Борхгревинк успява да оборудва един кораб под британски флаг „Южен кръст“, с който поема на юг.
В края на 1898 пристига в Хобарт, Тасмания, а на 17 февруари 1899 - нос Адер, където организира първото зимуване с 10 души и 70 кучета. На 2 март 1899 „Южен кръст“ отплава за Тасмания и групата на Борхгревинк остава сама в ледовете. Зимуването (март-октомври) преминава успешно, като по време на него са проведени няколко похода в района на Земя Виктория.
След като през януари 1900 корабът се връща на нос Адер и след като целта на експедицията е постигната Борхгревинк решава през малкото останали дни от антарктическото лято до месец март да се спусне още по-на юг в море Рос и да изследва Ледената бариера Рос. Тук той открива Китовия залив, който по-късно ще стане изходна база на Руал Амундсен при атаката му към Южния полюс. Борхгревинк успява да акостира на леда и с кучешки впрягове изминава 16 км на юг до 78º 50` ю.ш., рекорд за това време.
На 1 април „Южен кръст“ достига Нова Зеландия и от там Борхгревинк с параход в началото на юни се завръща в Англия.
В Англия Борхгревинк е приет хладно. Причина за това са, че успехите на експедицията не са много, а и общественото мнение е ангажирано с предстоящото отплаване на нова антарктическа експедиция, този път на англичанин - Робърт Фалкън Скот. Въпреки хладното посрещане в Англия Борхгревинк е отличен с медал от Американското географско дружество и става рицар на Свети Олаф, титла присъдена му от шведския крал Оскар ІІ (по това време Норвегия е под шведска власт). По-късно получава еквивалентни отличия от Дания и Австрия.

### Следващи години (1900-1934)
През лятото на 1902 Борхгревинк е поканен на организираната конференцията на географските дружества да докладва за последствията от катастрофалното изригване на вулкана Мон Пеле на остров Мартиника, който той посещава през май същата година.
Независимо че Англия се отнася неуважително към неговата експедиция, той е един от първите, който изпраща телеграма до английското правителство след вестта за трагичната смърт на Робърт Фалкън Скот през 1911.
Борхгревинк получава признание и от приятеля си от детските години Руал Амундсен след завръщането му от Южния полюс като казва „Ние трябва да признаем, че Борхгревинк беше първият, който начерта пътя към Южния полюс“.
В следващите години до смъртта си на 21 април 1934 Борхгревинк живее тихо и спокойно. Чак през 1930, четири години преди смъртта му английското Кралство географско дружество, с близо 30-годишно закъснение признава неговите заслуги и му присъжда златен медал.

## Памет
Неговото име носят:
- Бряг Борхгревинк 71° 17` – 73° 30` ю.ш. на Земя Виктория в Антарктида;
- ледник (73°04′ ю. ш. 168°30′ и. д. / 73.066667° ю. ш. 168.5° и. д.) на Земя Виктория в Антарктида;
- ледник на Земя кралица Мод в Антарктида
- ледников език на Земя Виктория в Антарктида.